# Podmałec (Suchy Grunt)
Podmałec – część wsi Suchy Grunt w Polsce, położona w województwie małopolskim, w powiecie dąbrowskim, w gminie Szczucin.
W latach 1975–1998 Podmałec położony był w województwie tarnowskim.